# Budiná
Budiná – wieś (obec) na Słowacji położona w kraju bańskobystrzyckim, w powiecie Łuczeniec. Pierwsze wzmianki o miejscowości pochodzą z roku 1393. 
Według danych z dnia 31 grudnia 2012, wieś zamieszkiwało 256 osób, w tym 130 kobiet i 126 mężczyzn.
W 2001 roku pod względem narodowości i przynależności etnicznej 99,7% mieszkańców stanowili Słowacy, a 0,3% Węgrzy.
Ze względu na wyznawaną religię struktura mieszkańców kształtowała się w 2001 roku następująco:
- Katolicy rzymscy – 54,73%
- Ewangelicy – 41,42%
- Nie podano – 3,85%